# Guillaume Cizeron
Guillaume Cizeron (n. 12 noiembrie 1994, Montbrison, Loire Forez Agglomération⁠(d), Franța) este un dansator pe gheață ce a reprezentat Franța, medaliat olimpic. A participat la 2 ediții ale Jocurilor Olimpice (2018, 2022) în care a câștigat o medalie de aur.